# Rogla

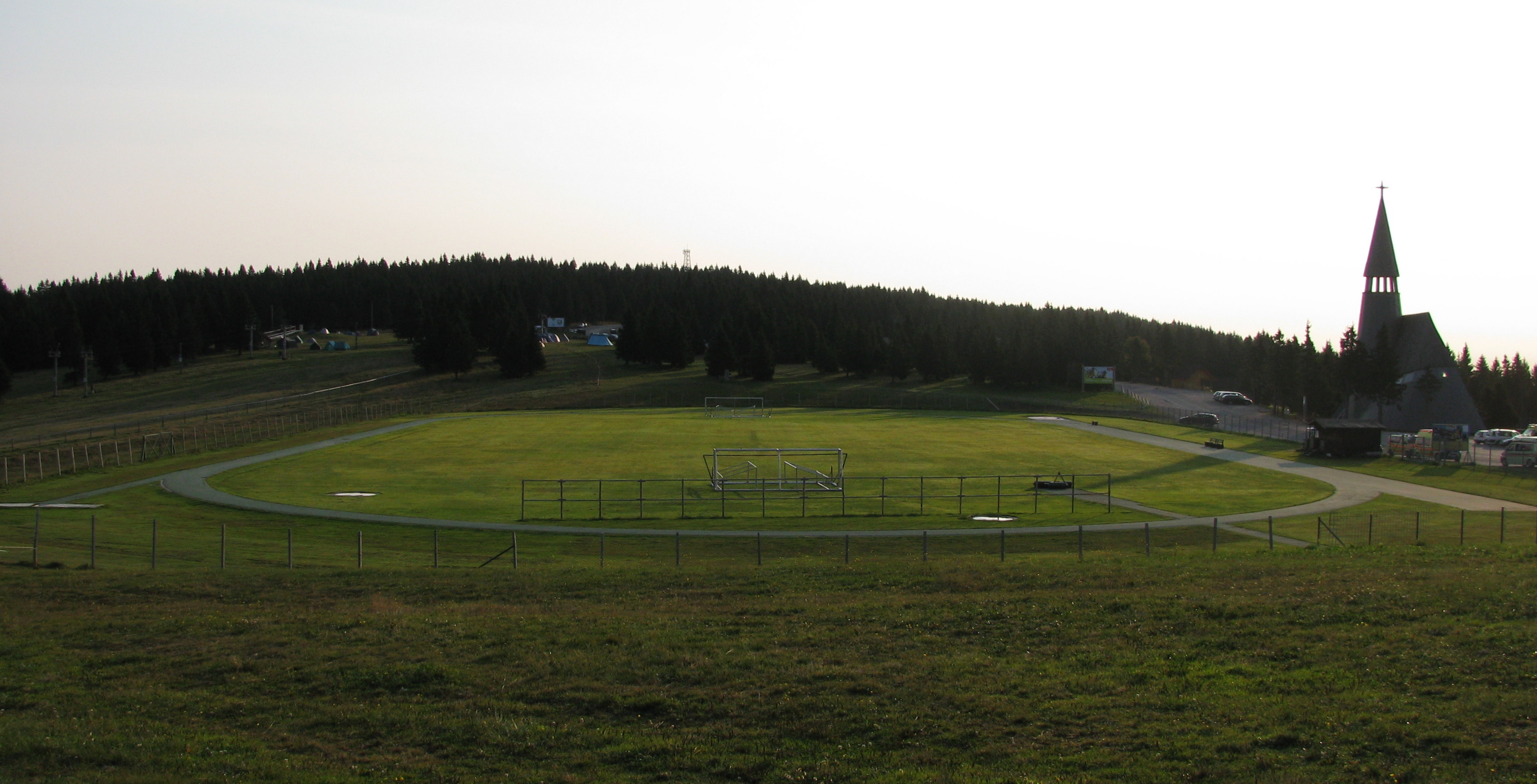
Rogla

Rogla je zaniklá vesnice a jedno z 27 sídel v občině Zreče, na severu Slovinska v Savinjském regionu. Rozkládá se v pohoří Pohorje v nadmořské výšce zhruba 1500 m. Rozloha obce je 5,7 km². Vesnice své jméno získala podle nedaleké hory Rogla, na které byla v roce 1934 postavena dřevěná rozhledna. V roce 1956 pak byla postavena nová ocelová rozhledna, která zde stojí dodnes.

## Popis
Je to hlavně přírodní, klimatické, rekreační a lyžařské středisko. Nachází se zde Hotel Planja, který byl postaven v roce 1980, bungalovy, apartmány, ubytovna pro mládež Jelka, chata na Jurgovu a další rekreační objekty.

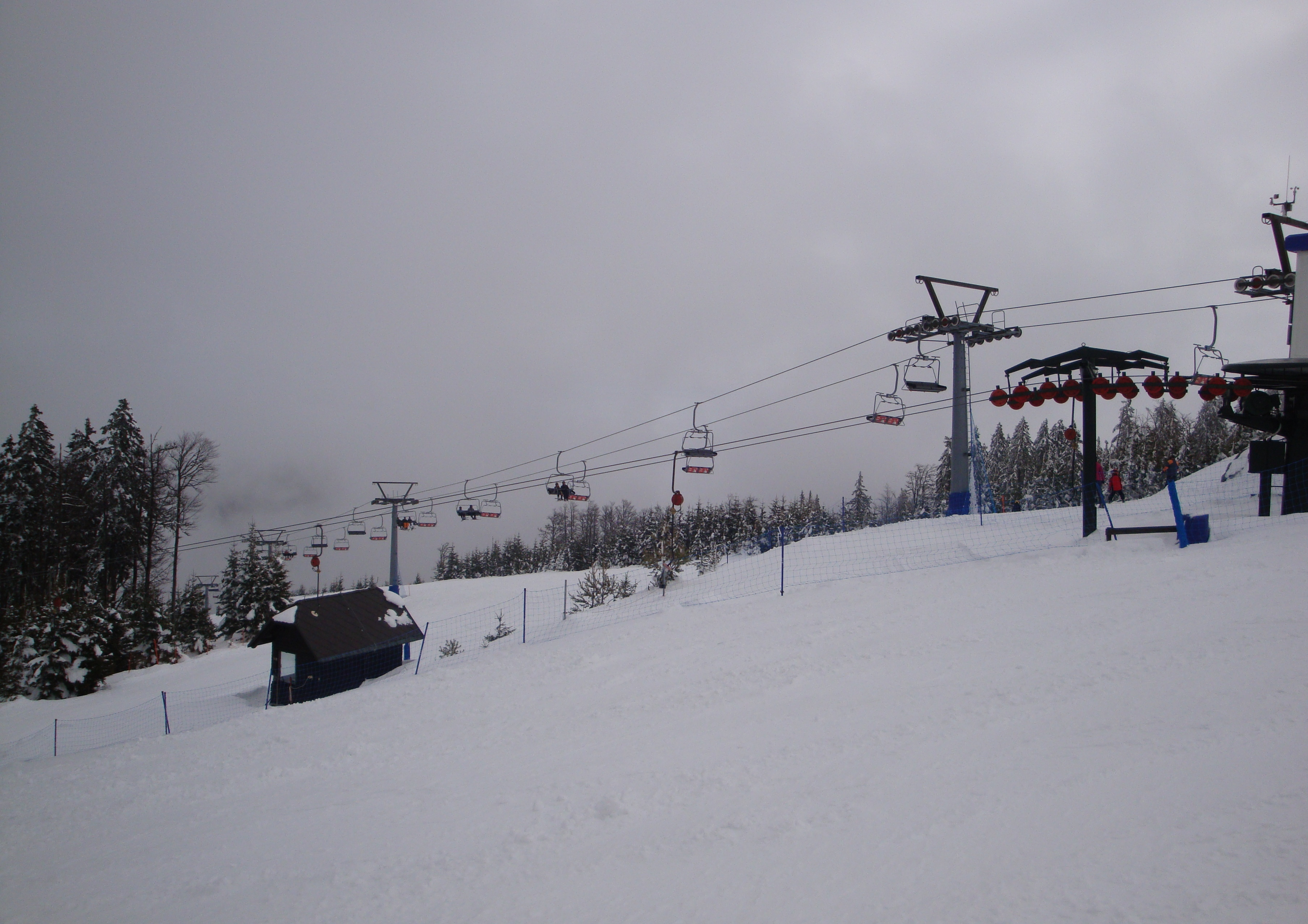
Rogla v zimě

Chata na Rogle během druhé světové války vyhořela, ale pak byla znovu postavena. Dnes je součástí hotelu.
Místo je přístupné po asfaltových silnicích ze Zreče (cca 15 km), z Oplotnice přes Cezlak (19 km) a z Rute přes Lovrenc na Pohorju (18,5 km).